# Fuente del Arco
Fuente del Arco je španělské město situované v provincii Badajoz (autonomní společenství Extremadura).

## Poloha
Obec je vzdálena 132 km od města Badajoz. Patří do okresu Campiña Sur a soudního okresu Llerena.

## Historie
V roce 1594 tvořila obec část provincie León de la Orden de Santiago a čítala 265 obyvatel. V roce 1834 se obec stává součástí soudního okresu Llerena. V roce 1842 čítala obec 280 usedlostí a 1 100 obyvatel.

## Odkazy

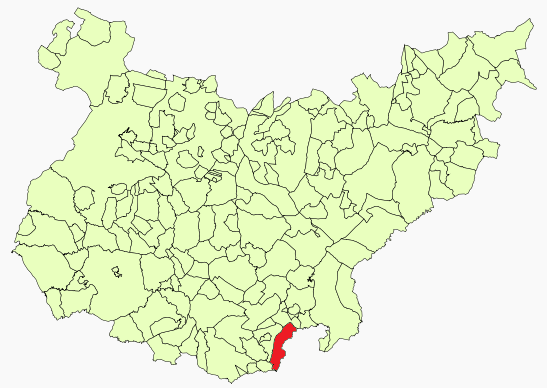
Poloha obce v provincii Badajoz

## Demografie
| Populace obce Fuente del Arco z let (1842–2010) | Populace obce Fuente del Arco z let (1842–2010) | Populace obce Fuente del Arco z let (1842–2010) | Populace obce Fuente del Arco z let (1842–2010) | Populace obce Fuente del Arco z let (1842–2010) | Populace obce Fuente del Arco z let (1842–2010) | Populace obce Fuente del Arco z let (1842–2010) | Populace obce Fuente del Arco z let (1842–2010) | Populace obce Fuente del Arco z let (1842–2010) | Populace obce Fuente del Arco z let (1842–2010) | Populace obce Fuente del Arco z let (1842–2010) | Populace obce Fuente del Arco z let (1842–2010) | Populace obce Fuente del Arco z let (1842–2010) | Populace obce Fuente del Arco z let (1842–2010) | Populace obce Fuente del Arco z let (1842–2010) | Populace obce Fuente del Arco z let (1842–2010) | Populace obce Fuente del Arco z let (1842–2010) | Populace obce Fuente del Arco z let (1842–2010) |
| ----------------------------------------------- | ----------------------------------------------- | ----------------------------------------------- | ----------------------------------------------- | ----------------------------------------------- | ----------------------------------------------- | ----------------------------------------------- | ----------------------------------------------- | ----------------------------------------------- | ----------------------------------------------- | ----------------------------------------------- | ----------------------------------------------- | ----------------------------------------------- | ----------------------------------------------- | ----------------------------------------------- | ----------------------------------------------- | ----------------------------------------------- | ----------------------------------------------- |
| 1842                                            | 1857                                            | 1860                                            | 1877                                            | 1887                                            | 1897                                            | 1900                                            | 1910                                            | 1920                                            | 1930                                            | 1940                                            | 1950                                            | 1960                                            | 1970                                            | 1981                                            | 1991                                            | 2001                                            | 2010                                            |
| 1 100                                           | 1 619                                           | 1 770                                           | 1 821                                           | 1 885                                           | 1 865                                           | 2 023                                           | 2 464                                           | 2 695                                           | 2 632                                           | 2 547                                           | 2 735                                           | 2 569                                           | 1 974                                           | 1 019                                           | 863                                             | 782                                             | 763                                             |